# Râul Valea Brusturetului
Râul Valea Brusturetului este unul dintre cele două brațe care formează râul Dâmbovicioara. Cursul superior al râului este cunoscut sub numele Valea Seacă a Pietrelor.